# 19.ª Olimpiada de Ajedrez
La XIX Olimpiada de Ajedrez (en alemán: Die 19. Schacholympiade Schacholympiade) fue un torneo abierto por equipos que tuvo lugar entre el 5 y el 27 de septiembre de 1970 en Siegen, Alemania Occidental. Se llevó a cabo en paralelo al congreso anual de la FIDE de aquel año.
El equipo soviético con seis Grandes Maestros y candidato al título, dirigido por el campeón mundial Boris Spassky, estuvo a la altura de las expectativas y ganó su décima medalla de oro consecutiva, aunque solo por un punto, con Hungría y Yugoslavia llevándose la plata y el bronce, respectivamente.

## Desarrollo del torneo
Celebrado en la sede de Siegerland Hall, un total de 64 naciones solicitaron participar en el torneo. Desafortunadamente, las limitaciones de espacio y el formato del modelo previsto por la FIDE hicieron que solo se pudieran acomodar 60. Posteriormente se descubriría que se habían rechazado las solicitudes de cuatro equipos debido a que no habían cumplido el plazo. Estos cuatro equipos fueron: Argentina, Francia, Ecuador y Venezuela. Argentina tomó el lugar de Panamá una vez esta retiró su solicitud.
El torneo se llevó a cabo como un round-robin de dos etapas. Seis grupos preliminares de 10 equipos cada uno determinaron la composición de cinco finales de 12 equipos cada uno, donde los dos primeros de cada grupo terminando en la Final A, los dos siguientes en la Final B, etc. 
Sin embargo, se expresaron varios aspectos insatisfactorios de este sistema, y se manifestaron en una variedad de formas. En primer lugar, la presión era muy alta desde el principio de la competencia. Un solo mal resultado en las preliminares podría condenar a un equipo a un grupo final bajo. Todo esto resultó demasiado para el mejor jugador de Inglaterra, Jonathan Penrose, quien en su crucial partido preliminar de la última ronda, cometió un error y se desmayó por la conmoción. Este fue retirado del resto del concurso por motivos médicos e Inglaterra terminó en el Grupo C, por debajo de su cabeza de serie, que luego ganó por un amplio margen.
A los equipos más se los criticaba por su comodidad en no esforzarse al ciento por ciento al encontrarse en posiciones de clasificación favorables. Tales acciones podrían influir en el proceso de clasificación por debajo de ellos y, como estrategia deliberada, podrían haber ayudado a asignar un fuerte rival a un grupo final más bajo.
Relacionado con la cuestión del apartheid, Albania decidió renunciar a su partido contra Sudáfrica como protesta contra la segregación racial y perdió 4-0. Naturalmente, esto significó que toda la dinámica del grupo se perdió y las ubicaciones resultantes se distorsionaron un poco. Algunos equipos y un pequeño número de jugadores fuertes no compitieron en absoluto como protesta contra la participación del equipo sudafricano.
Como era costumbre, el congreso de la FIDE también se llevó a cabo durante la Olimpiada y la noticia principal se refirió al retiro del presidente Folke Rogard después de 21 años de servicio. Iba a ser reemplazado por el ex campeón mundial Max Euwe y esta parecía ser una decisión universalmente popular. Otro tema importante fue la presentación de una propuesta de nuevo sistema para el otorgamiento de títulos de GM y IM; el congreso adoptó en su totalidad el informe presentado por un comité compuesto por el jugador de élite Svetozar Gligorić, el profesor Arpad Elo y el vicepresidente de la FIDE, el Sr. Dorazil.
El torneo contó con una gran asistencia de público, particularmente el día que el actual campeón mundial Boris Spassky se enfrentó al futuro campeón Bobby Fischer, con una asistencia estimada de 3000 espectadores (Spassky ganó).

## Actuaciones individuales
El campeón mundial Boris Spassky obtuvo la mejor puntuación en el tablero uno (79,17%), seguido por Bobby Fischer con 76,9% y Bent Larsen en tercer lugar con 76,5%.
Tigran Petrosian extendió su increíble racha de juegos olímpicos invicto a 90 (ganó 58, empató 32).
Viktor Korchnoi perdió solo un juego: como resultado de quedarse dormido, no asistió a su partida ante el español Diez del Corral. No hubo una explicación satisfactoria de por qué el capitán del equipo (que no jugaba) Paul Keres o uno de los compañeros de equipo de Korchnoi no pudo haber telefoneado a su habitación al notar que llegaba unos minutos tarde.
Oscar Panno empató un récord de 15 juegos; sin embargo, esto puede explicarse en parte por su alojamiento. Siegen era un lugar pequeño y muchos competidores se encontraban en los alrededores. Cuando Korchnoi le preguntó a Panno dónde vivía, su respuesta fue "en un campo puro".

## Resultados

### Preliminares
Los resultados preliminares de cara a cara se trasladaron a la final, por lo que ningún equipo se encontró más de una vez. Todos los grupos preliminares y finales se jugaron como torneos de todos contra todos. Los resultados fueron los siguientes:
Grupo 1
| N.º | País                 | 1 | 2  | 3  | 4  | 5  | 6  | 7  | 8  | 9  | 10 |  | + | − | = | Pts |
| --- | -------------------- | - | -- | -- | -- | -- | -- | -- | -- | -- | -- |  | - | - | - | --- |
| «A» | Unión Soviética      | - | 3  | 3  | 3  | 3  | 3  | 4  | 4  | 4  | 4  |  | 9 | 0 | 0 | 31  |
| «A» | España               | 1 | -  | 2  | 2½ | 3½ | 4  | 3½ | 4  | 4  | 4  |  | 7 | 1 | 1 | 28½ |
| «B» | Polonia              | 1 | 2  | -  | 3  | 2  | 1½ | 3½ | 3  | 4  | 4  |  | 5 | 2 | 2 | 24  |
| «B» | Australia            | 1 | 1½ | 1  | -  | 3  | 3½ | 2  | 3  | 4  | 4  |  | 5 | 3 | 1 | 23  |
| «C» | Túnez                | 1 | ½  | 2  | 1  | -  | 1  | 2  | 4  | 3  | 3½ |  | 3 | 4 | 2 | 18  |
| «C» | Grecia               | 1 | 0  | 2½ | ½  | 3  | -  | 1½ | 2½ | 2½ | 4  |  | 5 | 4 | 0 | 17½ |
| «D» | Perú                 | 0 | ½  | ½  | 2  | 2  | 2½ | -  | 2  | 4  | 4  |  | 3 | 3 | 3 | 17½ |
| «D» | República Dominicana | 0 | 0  | 1  | 1  | 0  | 1½ | 2  | -  | 2  | 3½ |  | 1 | 6 | 2 | 11  |
| «E» | Islas Feroe          | 0 | 0  | 0  | 0  | 1  | 1½ | 0  | 2  | -  | 4  |  | 1 | 7 | 1 | 8½  |
| «E» | Mónaco               | 0 | 0  | 0  | 0  | ½  | 0  | 0  | ½  | 0  | -  |  | 0 | 9 | 0 | 1   |

- Grupo 2

| N.º | País       | 1  | 2  | 3  | 4  | 5  | 6  | 7  | 8  | 9  | 10 |  | + | − | = | Pts |
| --- | ---------- | -- | -- | -- | -- | -- | -- | -- | -- | -- | -- |  | - | - | - | --- |
| «A» | Yugoslavia | -  | 2½ | 3½ | 4  | 2½ | 3½ | 3½ | 4  | 4  | 4  |  | 9 | 0 | 0 | 31½ |
| «A» | Canadá     | 1½ | -  | 1  | 2  | 3  | 2½ | 2½ | 3  | 3½ | 4  |  | 6 | 2 | 1 | 23  |
| «B» | Indonesia  | ½  | 3  | -  | 1½ | 1  | 3½ | 2½ | 4  | 2½ | 4  |  | 6 | 3 | 0 | 22½ |
| «B» | Mongolia   | 0  | 2  | 2½ | -  | 2  | 2½ | 2½ | 4  | 3½ | 3  |  | 6 | 1 | 2 | 22  |
| «C» | Inglaterra | 1½ | 1  | 3  | 2  | -  | 2  | 2  | 3  | 3  | 4  |  | 4 | 2 | 3 | 21½ |
| «C» | Irán       | ½  | 1½ | ½  | 1½ | 2  | -  | 2  | 4  | 4  | 3½ |  | 3 | 4 | 2 | 19½ |
| «D» | Suiza      | ½  | 1½ | 1½ | 1½ | 2  | 2  | -  | 2½ | 3  | 4  |  | 3 | 4 | 2 | 18½ |
| «D» | Luxemburgo | 0  | 1  | 0  | 0  | 1  | 0  | 1½ | -  | 3  | 2  |  | 1 | 7 | 1 | 8½  |
| «E» | Andorra    | 0  | ½  | 1½ | ½  | 1  | 0  | 1  | 1  | -  | 2  |  | 0 | 8 | 1 | 7½  |
| «E» | Hong Kong  | 0  | 0  | 0  | 1  | 0  | ½  | 0  | 2  | 2  | -  |  | 0 | 7 | 2 | 5½  |

Grupo 3
| N.º | País                                 | 1  | 2  | 3 | 4 | 5  | 6  | 7  | 8  | 9  | 10 |  | + | − | = | Pts |
| --- | ------------------------------------ | -- | -- | - | - | -- | -- | -- | -- | -- | -- |  | - | - | - | --- |
| «A» | República Democrática Alemana        | -  | 2½ | 3 | 3 | 2½ | 3½ | 4  | 4  | 4  | 4  |  | 9 | 0 | 0 | 30½ |
| «A» | Estados Unidos                       | 1½ | -  | 2 | 3 | 2½ | 4  | 4  | 4  | 3½ | 4  |  | 7 | 1 | 1 | 28½ |
| «B» | Países Bajos                         | 1  | 2  | - | 2 | 3½ | 4  | 3½ | 4  | 4  | 4  |  | 6 | 1 | 2 | 28  |
| «B» | Finlandia                            | 1  | 1  | 2 | - | 1  | 2  | 4  | 4  | 3½ | 4  |  | 4 | 3 | 2 | 22½ |
| «C» | Bélgica                              | 1½ | 1½ | ½ | 3 | -  | 2  | 1½ | 3  | 2½ | 3½ |  | 4 | 4 | 1 | 19  |
| «C» | Brasil                               | ½  | 0  | 0 | 2 | 2  | -  | 2½ | 2½ | 3½ | 4  |  | 4 | 3 | 2 | 17  |
| «D» | México                               | 0  | 0  | ½ | 0 | 2½ | 1½ | -  | 2  | 2  | 3½ |  | 2 | 5 | 2 | 12  |
| «D» | Japón                                | 0  | 0  | 0 | 0 | 1  | 1½ | 2  | -  | 3½ | 4  |  | 2 | 6 | 1 | 12  |
| «E» | Turquía                              | 0  | ½  | 0 | ½ | 1½ | ½  | 2  | ½  | -  | 3  |  | 1 | 7 | 1 | 8½  |
| «E» | Islas Vírgenes de los Estados Unidos | 0  | 0  | 0 | 0 | ½  | 0  | ½  | 0  | 1  | -  |  | 0 | 9 | 0 | 2   |

Grupo 4
| N.º | País      | 1  | 2  | 3  | 4  | 5  | 6  | 7  | 8  | 9  | 10 |  | + | − | = | Pts |
| --- | --------- | -- | -- | -- | -- | -- | -- | -- | -- | -- | -- |  | - | - | - | --- |
| «A» | Rumania   | -  | 1½ | 1½ | 3  | 2½ | 2½ | 3½ | 4  | 4  | 4  |  | 7 | 2 | 0 | 26½ |
| «A» | Hungría   | 2½ | -  | 2½ | 2½ | 2  | 2½ | 2½ | 3½ | 4  | 4  |  | 8 | 0 | 1 | 26  |
| «B» | Dinamarca | 2½ | 1½ | -  | 2  | 3½ | 2½ | 2  | 3½ | 4  | 4  |  | 6 | 1 | 2 | 25½ |
| «B» | Suecia    | 1  | 1½ | 2  | -  | 2½ | 1½ | 2  | 3½ | 4  | 4  |  | 4 | 3 | 2 | 22  |
| «C» | Filipinas | 1½ | 2  | ½  | 1½ | -  | 2½ | 2½ | 3½ | 3½ | 4  |  | 5 | 3 | 1 | 21½ |
| «C» | Italia    | 1½ | 1½ | 1½ | 2½ | 1½ | -  | 2  | 3½ | 4  | 3½ |  | 4 | 4 | 1 | 21½ |
| «D» | Irlanda   | ½  | 1½ | 2  | 2  | 1½ | 2  | -  | 3  | 3  | 3½ |  | 3 | 3 | 3 | 19  |
| «D» | Líbano    | 0  | ½  | ½  | ½  | ½  | ½  | 1  | -  | 1½ | 3  |  | 1 | 8 | 0 | 8   |
| «E» | Marruecos | 0  | 0  | 0  | 0  | ½  | 0  | 1  | 2½ | -  | 3½ |  | 2 | 7 | 0 | 7½  |
| «E» | Guernsey  | 0  | 0  | 0  | 0  | 0  | ½  | ½  | 1  | ½  | -  |  | 0 | 9 | 0 | 2½  |

Grupo 5
| N.º | País           | 1  | 2  | 3  | 4  | 5  | 6  | 7  | 8  | 9  | 10 |  | + | − | = | Pts |
| --- | -------------- | -- | -- | -- | -- | -- | -- | -- | -- | -- | -- |  | - | - | - | --- |
| «A» | Argentina      | -  | 2  | 2½ | 2  | 2½ | 3½ | 3½ | 2½ | 4  | 3½ |  | 7 | 0 | 2 | 26  |
| «A» | Checoslovaquia | 2  | -  | 2½ | 2  | 2  | 3½ | 2  | 4  | 4  | 3½ |  | 5 | 0 | 4 | 25½ |
| «B» | Israel         | 1½ | 1½ | -  | 2  | 2½ | 3½ | 2½ | 3½ | 4  | 3½ |  | 6 | 2 | 1 | 24½ |
| «B» | Cuba           | 2  | 2  | 2  | -  | 2½ | 3  | 3  | 2½ | 3  | 2½ |  | 6 | 0 | 3 | 22½ |
| «C» | Noruega        | 1½ | 2  | 1½ | 1½ | -  | 2  | 4  | 3  | 3  | 3½ |  | 4 | 3 | 2 | 22  |
| «C» | Escocia        | ½  | ½  | ½  | 1  | 2  | -  | 4  | 3  | 3  | 4  |  | 4 | 4 | 1 | 18½ |
| «D» | Singapur       | ½  | 2  | 1½ | 1  | 0  | 0  | -  | 2  | 3½ | 3½ |  | 2 | 5 | 2 | 14  |
| «D» | Portugal       | 1½ | 0  | ½  | 1½ | 1  | 1  | 2  | -  | 2½ | 4  |  | 2 | 6 | 1 | 14  |
| «E» | Malta          | 0  | 0  | 0  | 1  | 1  | 1  | ½  | 1½ | -  | 3  |  | 1 | 8 | 0 | 8   |
| «E» | Rodesia        | ½  | ½  | ½  | 1½ | ½  | 0  | ½  | 0  | 1  | -  |  | 0 | 9 | 0 | 5   |

Grupo 6
| N.º | País                | 1 | 2  | 3  | 4  | 5  | 6  | 7  | 8  | 9  | 10 |  | + | − | = | Pts |
| --- | ------------------- | - | -- | -- | -- | -- | -- | -- | -- | -- | -- |  | - | - | - | --- |
| «A» | Alemania Occidental | - | 2  | 3½ | 3  | 3  | 4  | 3½ | 3  | 3½ | 4  |  | 8 | 0 | 1 | 29½ |
| «A» | Bulgaria            | 2 | -  | 2½ | 3½ | 2  | 3  | 3½ | 4  | 3½ | 4  |  | 7 | 0 | 2 | 28  |
| «B» | Austria             | ½ | 1½ | -  | 2  | 2½ | 4  | 4  | 1½ | 2½ | 3  |  | 5 | 3 | 1 | 21½ |
| «B» | Colombia            | 1 | ½  | 2  | -  | 2½ | 2½ | 3½ | 2  | 3½ | 3  |  | 5 | 2 | 2 | 20½ |
| «C» | Islandia            | 1 | 2  | 1½ | 1½ | -  | 2  | 2½ | 3  | 1½ | 4  |  | 3 | 4 | 2 | 19  |
| «C» | Puerto Rico         | 0 | 1  | 0  | 1½ | 2  | -  | 2½ | 2½ | 3  | 3½ |  | 4 | 4 | 1 | 16  |
| «D» | Sudáfrica           | ½ | ½  | 0  | ½  | 1½ | 1½ | -  | 4  | 1½ | 4  |  | 2 | 7 | 0 | 14  |
| «D» | Albania             | 1 | 0  | 2½ | 2  | 1  | 1½ | 0  | -  | 2½ | 3  |  | 3 | 5 | 1 | 13½ |
| «E» | Nueva Zelanda       | ½ | ½  | 1½ | ½  | 2½ | 1  | 2½ | 1½ | -  | 3  |  | 3 | 6 | 0 | 13½ |
| «E» | Chipre              | 0 | 0  | 1  | 1  | 0  | ½  | 0  | 1  | 1  | -  |  | 0 | 9 | 0 | 4½  |

### Final A
- Los partidos jugados en semifinales están en cursiva.

| N.º | País                          | 1  | 2  | 3  | 4  | 5  | 6  | 7  | 8  | 9  | 10 | 11 | 12 |  | + | − | = | Pts. |
| --- | ----------------------------- | -- | -- | -- | -- | -- | -- | -- | -- | -- | -- | -- | -- |  | - | - | - | ---- |
| 1   | Unión Soviética               | -  | 2  | 2  | 2½ | 2½ | 2½ | 2  | 2  | 3  | 2½ | 3½ | 3  |  | 7 | 0 | 4 | 27½  |
| 2   | Hungría                       | 2  | -  | 1½ | 2½ | 2  | 2½ | 2½ | 2½ | 3  | 2½ | 3  | 2½ |  | 8 | 1 | 2 | 26½  |
| 3   | Yugoslavia                    | 2  | 2½ | -  | 2  | 2  | 2½ | 2½ | 2½ | 2½ | 2½ | 2½ | 2½ |  | 8 | 0 | 3 | 26   |
| 4   | Estados Unidos                | 1½ | 1½ | 2  | -  | 2  | 2½ | 3½ | 3  | 1½ | 2½ | 2  | 2½ |  | 5 | 3 | 3 | 24½  |
| 5   | Checoslovaquia                | 1½ | 2  | 2  | 2  | -  | 2½ | 1  | 2  | 2  | 2  | 3½ | 3  |  | 3 | 2 | 6 | 23½  |
| 6   | Alemania Occidental           | 1½ | 1½ | 1½ | 1½ | 1½ | -  | 2  | 2½ | 2  | 3  | 2½ | 2½ |  | 4 | 5 | 2 | 22   |
| 7   | Bulgaria                      | 2  | 1½ | 1½ | ½  | 3  | 2  | -  | 2½ | 2  | 1½ | 2  | 3  |  | 3 | 4 | 4 | 21½  |
| 8   | Argentina                     | 2  | 1½ | 1½ | 1  | 2  | 1½ | 1½ | -  | 2½ | 2½ | 2½ | 3  |  | 4 | 5 | 2 | 21½  |
| 9   | República Democrática Alemana | 1  | 1  | 1½ | 2½ | 2  | 2  | 2  | 1½ | -  | 2  | 2  | 1½ |  | 1 | 5 | 5 | 19   |
| 10  | Rumania                       | 1½ | 1½ | 1½ | 1½ | 2  | 1  | 2½ | 1½ | 2  | -  | 1½ | 2  |  | 1 | 7 | 3 | 18½  |
| 11  | Canadá                        | ½  | 1  | 1½ | 2  | ½  | 1½ | 2  | 1½ | 2  | 2½ | -  | 2½ |  | 2 | 6 | 3 | 17½  |
| 12  | España                        | 1  | 1½ | 1½ | 1½ | 1  | 1½ | 1  | 1  | 2½ | 2  | 1½ | -  |  | 1 | 9 | 1 | 16   |

### Final B
- Los partidos jugados en semifinales están en cursiva.

| N.º | País         | 1  | 2  | 3  | 4  | 5  | 6  | 7  | 8  | 9  | 10 | 11 | 12 |  | + | − | = | Pts |
| --- | ------------ | -- | -- | -- | -- | -- | -- | -- | -- | -- | -- | -- | -- |  | - | - | - | --- |
| 13  | Israel       | -  | 2½ | 2½ | 3  | 3  | 3  | 2  | 2½ | 2  | 2  | 1½ | 3  |  | 7 | 1 | 3 | 27  |
| 14  | Polonia      | 1½ | -  | 3  | 3½ | 1½ | 2  | 3½ | 0  | 2  | 2½ | 3  | 2½ |  | 6 | 3 | 2 | 25  |
| 15  | Australia    | 1½ | 1  | -  | 2½ | 3½ | 1  | 1½ | 1½ | 3  | 3½ | 2½ | 3  |  | 6 | 5 | 0 | 24½ |
| 16  | Mongolia     | 1  | ½  | 1½ | -  | 2½ | 2  | 3  | 3  | 3  | 2  | 2½ | 2½ |  | 6 | 3 | 2 | 23½ |
| 17  | Suecia       | 1  | 2½ | ½  | 1½ | -  | 2½ | 2  | 3  | 2  | 3½ | 2½ | 2  |  | 5 | 3 | 3 | 23  |
| 18  | Países Bajos | 1  | 2  | 3  | 2  | 1½ | -  | 2½ | 2  | 2½ | 2½ | 2  | 2  |  | 4 | 2 | 5 | 23  |
| 19  | Dinamarca    | 2  | ½  | 2½ | 1  | 2  | 1½ | -  | 3  | 3  | ½  | 2½ | 3½ |  | 5 | 4 | 2 | 22  |
| 20  | Finlandia    | 1½ | 4  | 2½ | 1  | 1  | 2  | 1  | -  | 1½ | 2½ | 3  | 1½ |  | 4 | 6 | 1 | 21½ |
| 21  | Cuba         | 2  | 2  | 1  | 1  | 2  | 1½ | 1  | 2½ | -  | 3  | 2  | 2  |  | 2 | 4 | 5 | 20  |
| 22  | Austria      | 2  | 1½ | ½  | 2  | ½  | 1½ | 3½ | 1½ | 1  | -  | 2  | 3½ |  | 2 | 6 | 3 | 19½ |
| 23  | Colombia     | 2½ | 1  | 1½ | 1½ | 1½ | 2  | 1½ | 1  | 2  | 2  | -  | 1½ |  | 1 | 7 | 3 | 18  |
| 24  | Indonesia    | 1  | 1½ | 1  | 1½ | 2  | 2  | ½  | 2½ | 2  | ½  | 2½ | -  |  | 2 | 6 | 3 | 17  |

### Final C
- Los partidos jugados en semifinales están en cursiva.

| N.º | País        | 1  | 2  | 3  | 4  | 5  | 6  | 7  | 8  | 9  | 10 | 11 | 12 |  | + | − | = | Pts |
| --- | ----------- | -- | -- | -- | -- | -- | -- | -- | -- | -- | -- | -- | -- |  | - | - | - | --- |
| 25  | Inglaterra  | -  | 3  | 3  | 1½ | 2  | 2½ | 2½ | 2  | 4  | 3½ | 3  | 3  |  | 8 | 1 | 2 | 30  |
| 26  | Filipinas   | 1  | -  | 2  | 1½ | 1  | 2½ | 3½ | 2½ | 4  | 3  | 3  | 3½ |  | 7 | 3 | 1 | 27½ |
| 27  | Islandia    | 1  | 2' | -  | 3  | 3  | 2½ | 2  | 3  | 1½ | 3½ | 2½ | 2  |  | 6 | 2 | 3 | 26  |
| 28  | Brasil      | 2½ | 2½ | 1  | -  | 2½ | 2  | 2½ | 2  | 2  | 3  | 3  | 2½ |  | 7 | 1 | 3 | 25½ |
| 29  | Noruega     | 2  | 3  | 1  | 1½ | -  | 1  | 3  | 2½ | 2½ | 2  | 2  | 3½ |  | 5 | 3 | 3 | 24  |
| 30  | Italia      | 1½ | 1½ | 1½ | 2  | 3  | -  | 2  | 2  | 1½ | 2  | 2½ | 3  |  | 3 | 4 | 4 | 22½ |
| 31  | Grecia      | 1½ | ½  | 2  | 1½ | 1  | 2  | -  | 2  | 2  | 3  | 3  | 2  |  | 2 | 4 | 5 | 20½ |
| 32  | Irán        | 2  | 1½ | 1  | 2  | 1½ | 2  | 2  | -  | 2½ | 1½ | 1  | 2  |  | 1 | 5 | 5 | 19  |
| 33  | Bélgica     | 0  | 0  | 2½ | 2  | 1½ | 2½ | 2  | 1½ | -  | 2  | 2½ | 2  |  | 3 | 4 | 4 | 18½ |
| 34  | Escocia     | ½  | 1  | ½  | 1  | 2  | 2  | 1  | 2½ | 2  | -  | 3  | 3  |  | 3 | 5 | 3 | 18½ |
| 35  | Túnez       | 1  | 1  | 1½ | 1  | 2  | 1½ | 1  | 3  | 1½ | 1  | -  | 3  |  | 2 | 8 | 1 | 17½ |
| 36  | Puerto Rico | 1  | ½  | 2  | 1½ | ½  | 1  | 2  | 2  | 2  | 1  | 1  | -  |  | 0 | 7 | 4 | 14½ |

### Final D
- Los partidos jugados en semifinales están en cursiva.

| N.º | País                 | 1  | 2  | 3  | 4  | 5  | 6  | 7  | 8  | 9  | 10 | 11 | 12 |  | + | − | = | Pts |
| --- | -------------------- | -- | -- | -- | -- | -- | -- | -- | -- | -- | -- | -- | -- |  | - | - | - | --- |
| 37  | Suiza                | -  | 2½ | 1½ | 2  | 3  | 2  | 3  | 3½ | 3  | 2½ | 3  | 3½ |  | 8 | 1 | 2 | 29½ |
| 38  | Bandera de Albania   | 1½ | -  | 2  | 2  | 2½ | 3  | 0  | 3  | 3  | 3½ | 4  | 3½ |  | 7 | 2 | 2 | 28  |
| 39  | Perú                 | 2½ | 2  | -  | 2½ | 2½ | 2  | 2  | 3  | 3  | 2½ | 3½ | 2  |  | 7 | 0 | 4 | 27½ |
| 40  | Singapur             | 2  | 2  | 1½ | -  | 2  | 2  | 2½ | 3½ | 3  | 2  | 2½ | 3½ |  | 5 | 1 | 5 | 26½ |
| 41  | Portugal             | 1  | 1½ | 1½ | 2  | -  | 3  | 2  | 1  | 2  | 3  | 4  | 3½ |  | 4 | 4 | 3 | 24½ |
| 42  | Irlanda              | 2  | 1  | 2  | 2  | 1  | -  | 3½ | 2½ | 3  | 2  | 2  | 2½ |  | 4 | 2 | 5 | 23½ |
| 43  | Sudáfrica            | 1  | 4  | 2  | 1½ | 2  | ½  | -  | 1  | 3  | 3  | 1½ | 3  |  | 4 | 5 | 2 | 22½ |
| 44  | México               | ½  | 1  | 1  | ½  | 3  | 1½ | 3  | -  | 1½ | 3  | 2  | 4  |  | 4 | 6 | 1 | 21  |
| 45  | Líbano               | 1  | 1  | 1  | 1  | 2  | 1  | 1  | 2½ | -  | 1½ | 3  | 2  |  | 2 | 7 | 2 | 17  |
| 46  | Luxemburgo           | 1½ | ½  | 1½ | 2  | 1  | 2  | 1  | 1  | 2½ | -  | 1½ | 1  |  | 1 | 8 | 2 | 15½ |
| 47  | Japón                | 1  | 0  | ½  | 1½ | 0  | 2  | 2½ | 2  | 1  | 2½ | -  | 2  |  | 2 | 6 | 3 | 15  |
| 48  | República Dominicana | ½  | ½  | 2  | ½  | ½  | 1½ | 1  | 0  | 2  | 3  | 2  | -  |  | 1 | 7 | 3 | 13½ |

### Final E
- Los partidos jugados en semifinales están en cursiva.

| N.º | País                      | 1 | 2  | 3  | 4  | 5  | 6  | 7  | 8  | 9  | 10 | 11 | 12 |  | + | − | = | Pts |
| --- | ------------------------- | - | -- | -- | -- | -- | -- | -- | -- | -- | -- | -- | -- |  | - | - | - | --- |
| 49  | Nueva Zelanda             | - | 4  | 3½ | 3  | 2  | 2  | 4  | 3½ | 3  | 3½ | 4  | 3½ |  | 9 | 0 | 2 | 36  |
| 50  | Rodesia                   | 0 | -  | 2  | 1  | 2½ | 2½ | 3½ | 3½ | 3½ | 4  | 2½ | 3½ |  | 8 | 2 | 1 | 28  |
| 51  | Turquía                   | ½ | 2  | -  | 1½ | 3  | 2½ | 4  | 3½ | 2  | 3  | 3  | 3  |  | 7 | 2 | 2 | 28  |
| 52  | Malta                     | 1 | 3  | 2½ | -  | 2  | 2  | 2  | 3  | 2½ | 3½ | 3  | 3  |  | 7 | 1 | 3 | 27½ |
| 53  | Hong Kong                 | 2 | 1½ | 1  | 2  | -  | 3  | 3  | 2  | 2½ | 3  | 3  | 3  |  | 6 | 2 | 3 | 26  |
| 54  | Marruecos                 | 2 | 1½ | 1½ | 2  | 1  | -  | 1  | 2½ | 3½ | 3  | 3½ | 3½ |  | 5 | 4 | 2 | 25  |
| 55  | Islas Feroe               | 0 | ½  | 0  | 2  | 1  | 3  | -  | 1  | 2  | 2  | 3½ | 4  |  | 3 | 5 | 3 | 19  |
| 56  | Andorra                   | ½ | ½  | ½  | 1  | 2  | 1½ | 3  | -  | 3  | 2½ | 1½ | 2  |  | 3 | 6 | 2 | 18  |
| 57  | Chipre                    | 1 | ½  | 2  | 1½ | 1½ | ½  | 2  | 1  | -  | 3  | 1½ | 1½ |  | 1 | 8 | 2 | 16  |
| 58  | Islas Vírgenes Británicas | ½ | 0  | 1  | ½  | 1  | 1  | 2  | 1½ | 1  | -  | 3½ | 3  |  | 2 | 8 | 1 | 15  |
| 59  | Guernsey                  | 0 | 1½ | 1  | 1  | 1  | ½  | ½  | 2½ | 2½ | ½  | -  | 2  |  | 2 | 8 | 1 | 13  |
| 60  | Mónaco                    | ½ | 1  | 1  | 1  | 1  | ½  | 0  | 2  | 2½ | 1  | 2  | -  |  | 1 | 8 | 2 | 12½ |

### Medallas individuales
- Tablero 1: Boris Spassky 9½ / 12 = 79,2%
- Tablero 2: Borislav Ivkov 10 / 13 = 76,9%
- Tablero 3: Guillermo Hartston 12½ / 16 = 78,1%
- Tablero 4: Aleksandar Matanović 10 / 12 = 83,3%
- 1.ª reserva: Guillermo Lombardía 11 / 14 = 78,6%
- 2.ª reserva: Samuel Estimo 8 / 10 = 80.0%

### El mejor juego
El premio al 'Mejor Juego' fue para Lothar Schmid (Alemania Occidental) - Anton Kinzel (Austria) de las preliminares.